# Battaglia di Trevilian Station
La battaglia di Trevilian Station fu episodio della Campagna Terrestre del generale nordista Ulysses S. Grant contro l'Armata Confederata della Virginia Settentrionale del generale Robert E. Lee.

## Contesto
La cavalleria nordista, guidata dal maggiore generale Philip Henry Sheridan, venne incarica di distruggere la ferrovia centrale della Virginia fornendo un diversivo al resto dell'esercito unionista impegnato ad attraversare il fiume James.

## La battaglia
L'11 giugno 1864 la cavalleria sudista guidata da Wade Hampton si scontrò con gli uomini di Sheridan. La battaglia durò fino al giorno successivo fin quando la divisione nordista venne respinta.